# Better Things
Better Things è una serie televisiva statunitense ideata da Pamela Adlon e Louis C.K., per FX. La serie segue Sam Fox, un'attrice divorziata che sta crescendo tre figlie da sola.
In Italia la serie è arrivata su Disney+ come Star Original dal 6 ottobre 2021.

## Trama

### Prima stagione
Sam è un'attrice in difficoltà e divorziata. Ha tre figlie: la primogenita Max, la confusa bambina di mezzo Frankie e la dolce bambina più piccola Duke. Oltre a prendersi cura delle sue figlie da sola e affrontare le sfide della sua carriera, Sam deve fare i conti con la sua eccentrica madre Phyllis e il suo inaffidabile ex marito Xander.

### Seconda stagione
Sam lotta per sentirsi più apprezzata dalle sue figlie e fa del suo meglio per legare con loro, anche se interferisce con la relazione inappropriata di Max con un uomo molto più anziano. Allo stesso tempo, Sam deve respingere i progressi indesiderati di un amico fannullone, così come mantenere la pace con il suo ex marito Xander. Le cose diventano ancora più interessanti quando Sam incontra l'attraente papà single Robin.

## Episodi
| Stagioni         | Episodi | Prima TV USA | Prima TV Italia |
| ---------------- | ------- | ------------ | --------------- |
| Prima stagione   | 10      | 2016         | 2021            |
| Seconda stagione | 10      | 2017         | 2022            |
| Terza stagione   | 12      | 2019         | 2022            |
| Quarta stagione  | 10      | 2020         | 2022            |
| Quinta stagione  | 10      | 2022         | 2022            |

## Personaggi e interpreti

### Principali
- Sam Fox (stagioni 1-5), interpretata da Pamela Adlon[5]
- Max Fox (stagioni 1-5), interpretata da Mikey Madison[6]
- Frankie Fox (stagioni 1-5), interpretata da Hannah Alligood[6]
- Duke Fox (stagioni 1-5), interpretata da Olivia Edward[6]
- Phyllis (stagioni 1-5), interpretata da Celia Imrie[7]

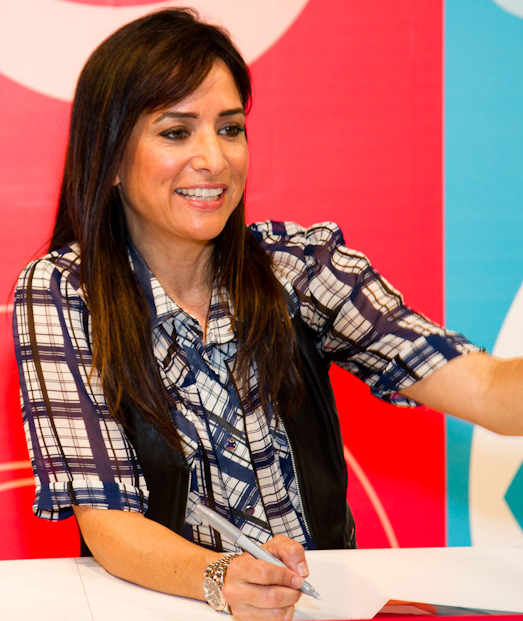
Pamela Adlon

### Ricorrenti
- Rich (stagioni 1-2), interpretato da Diedrich Bader
- Macy (stagioni 1-2), interpretata da Lucy Davis
- Sunny (stagioni 1-2), interpretata da Alysia Reiner
- Jeff (stagioni 1-2), interpretato da Greg Cromer
- Tressa (stagioni 1-2), interpretata da Rebecca Metz
- Joy (stagioni 1-2), interpretata da Patricia Scanlon
- Ex-ragazzo di Sam (stagioni 1-2), interpretato da Mather Zickel
- Xander (stagioni 1-2), interpretato da Matthew Glave
- Robin (stagione 2), interpretato da Henry Thomas
- Marion (stagioni 2-5), interpretato da Kevin Pollak
- Matthew Broderick (stagione 3)[8]

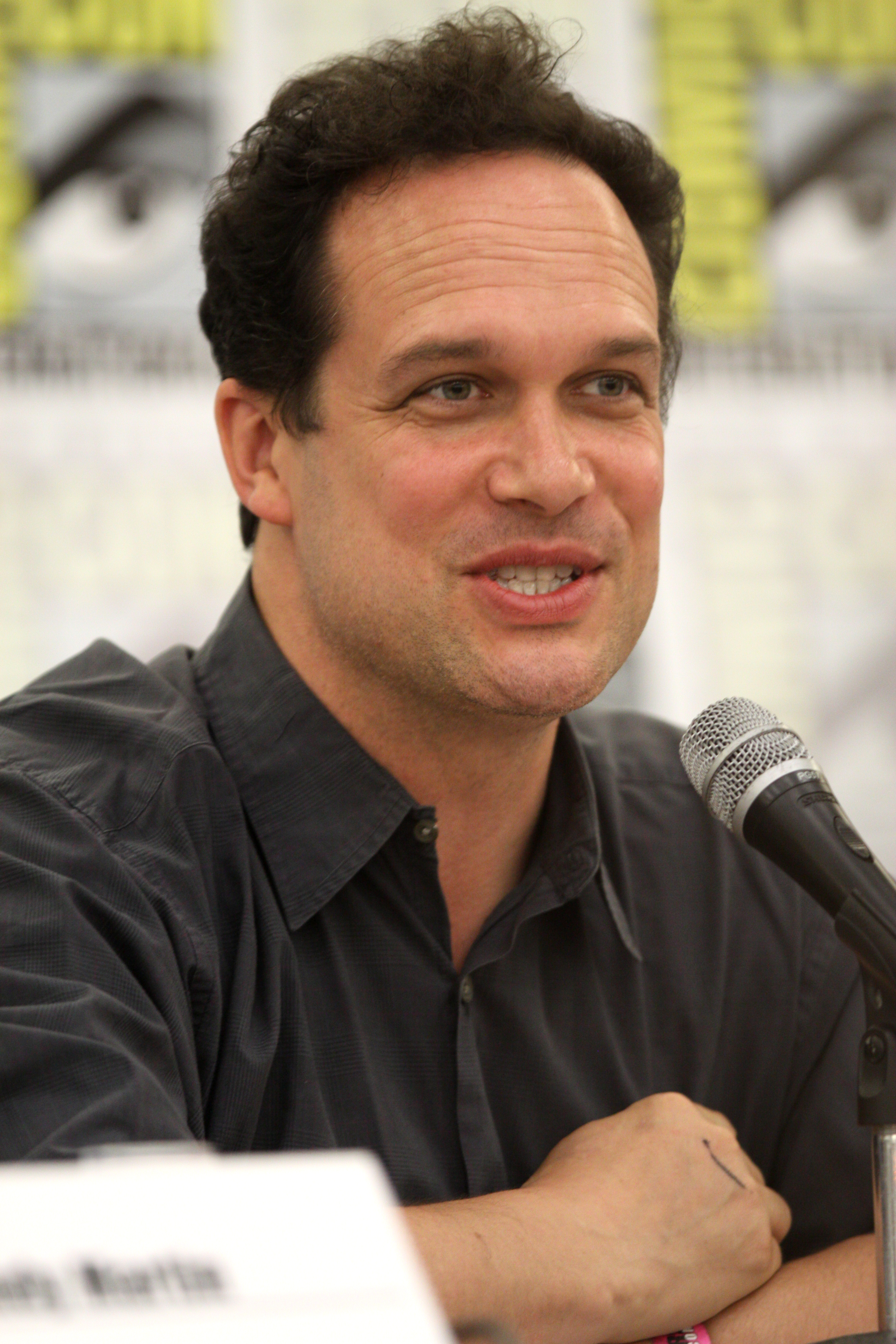
Diedrich Bader
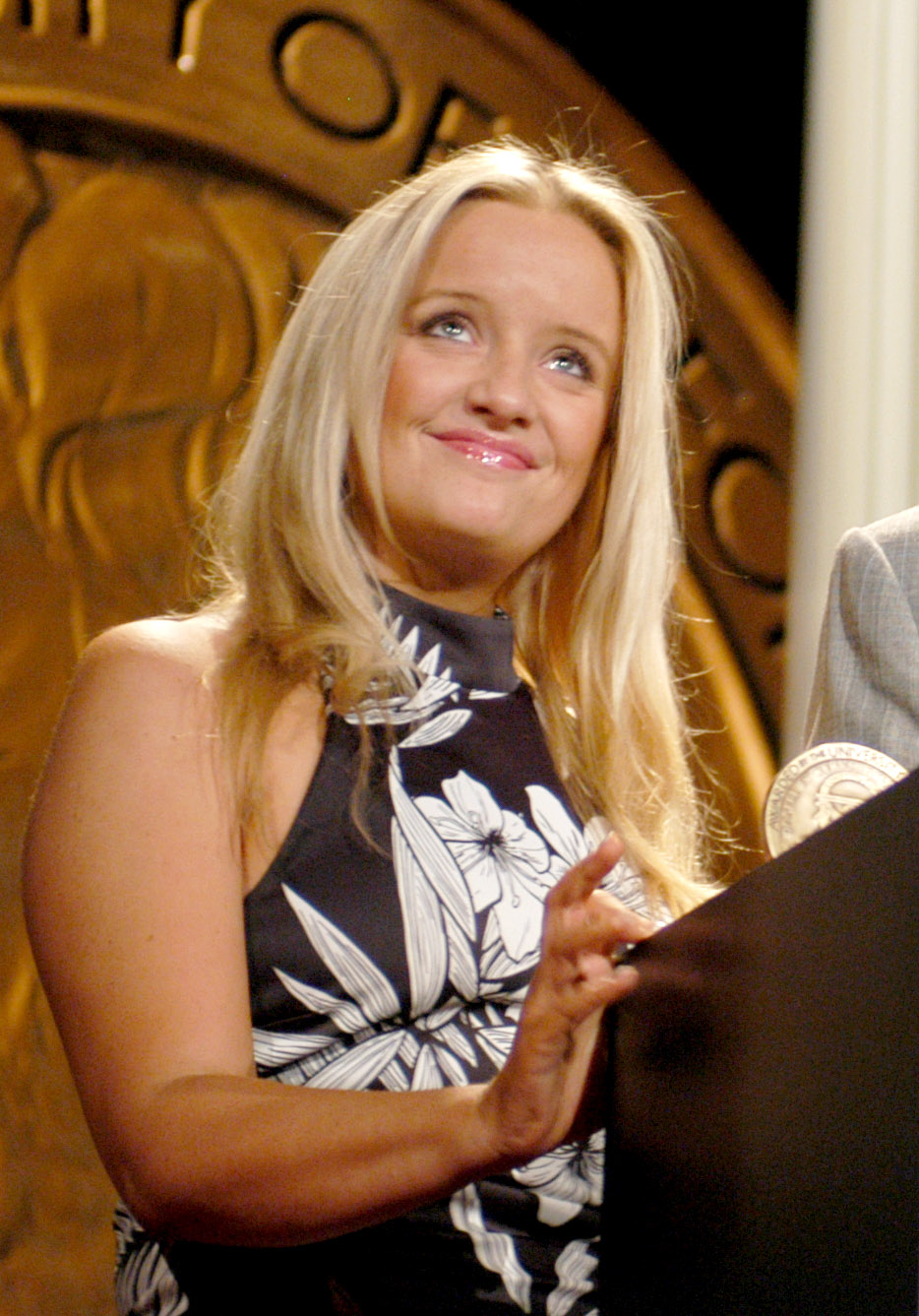
Lucy Davis
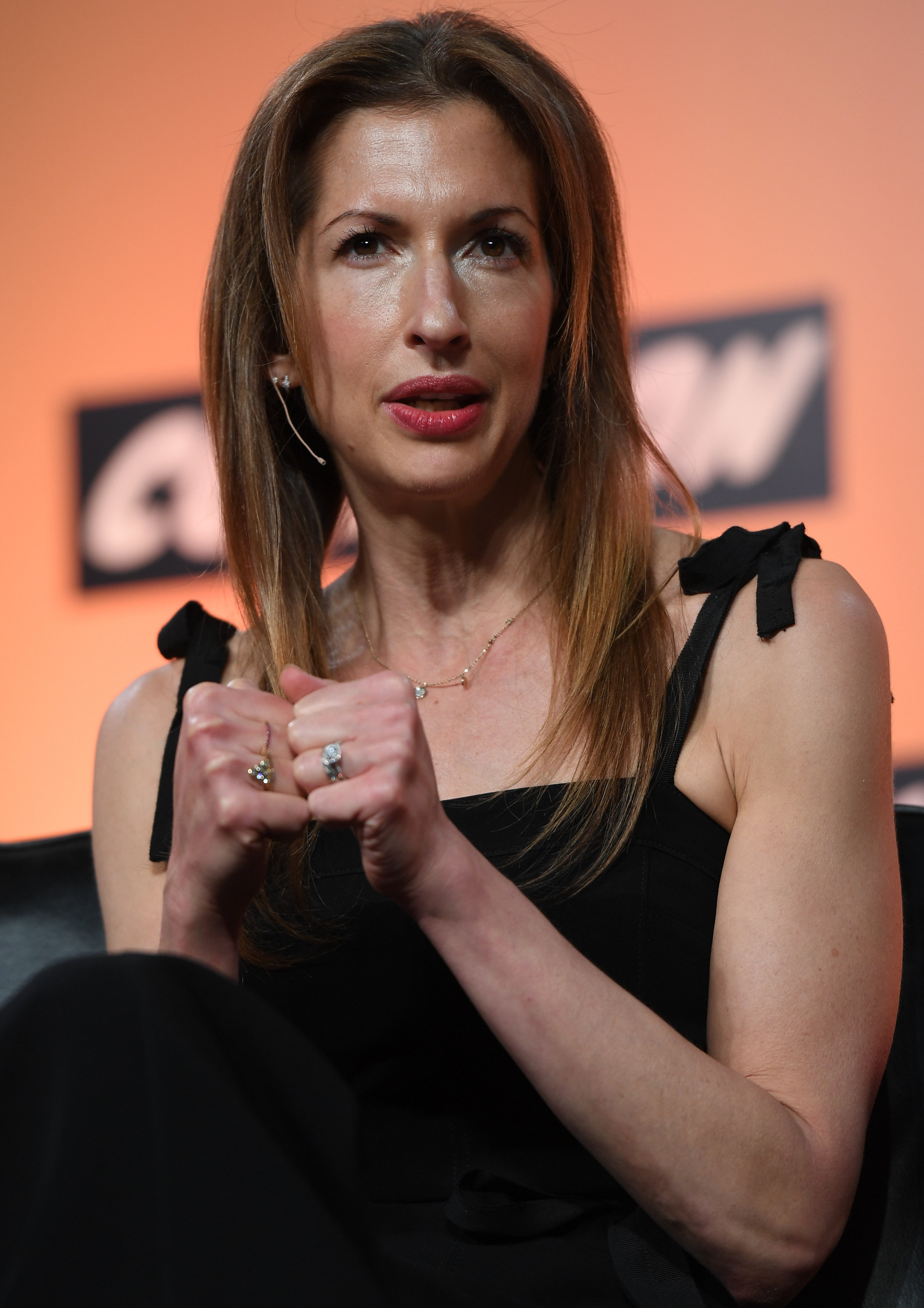
Alysia Reiner
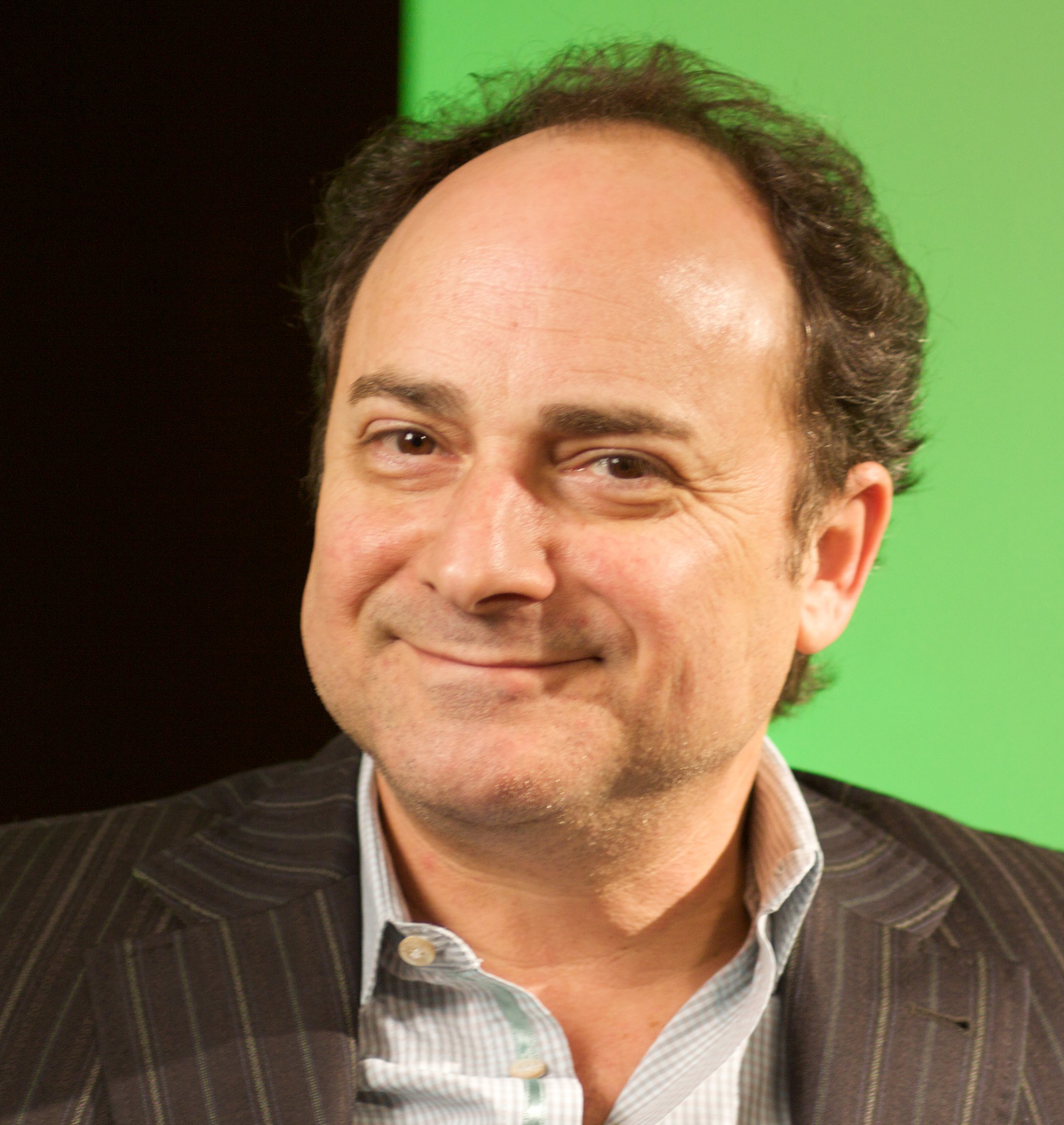
Kevin Pollak
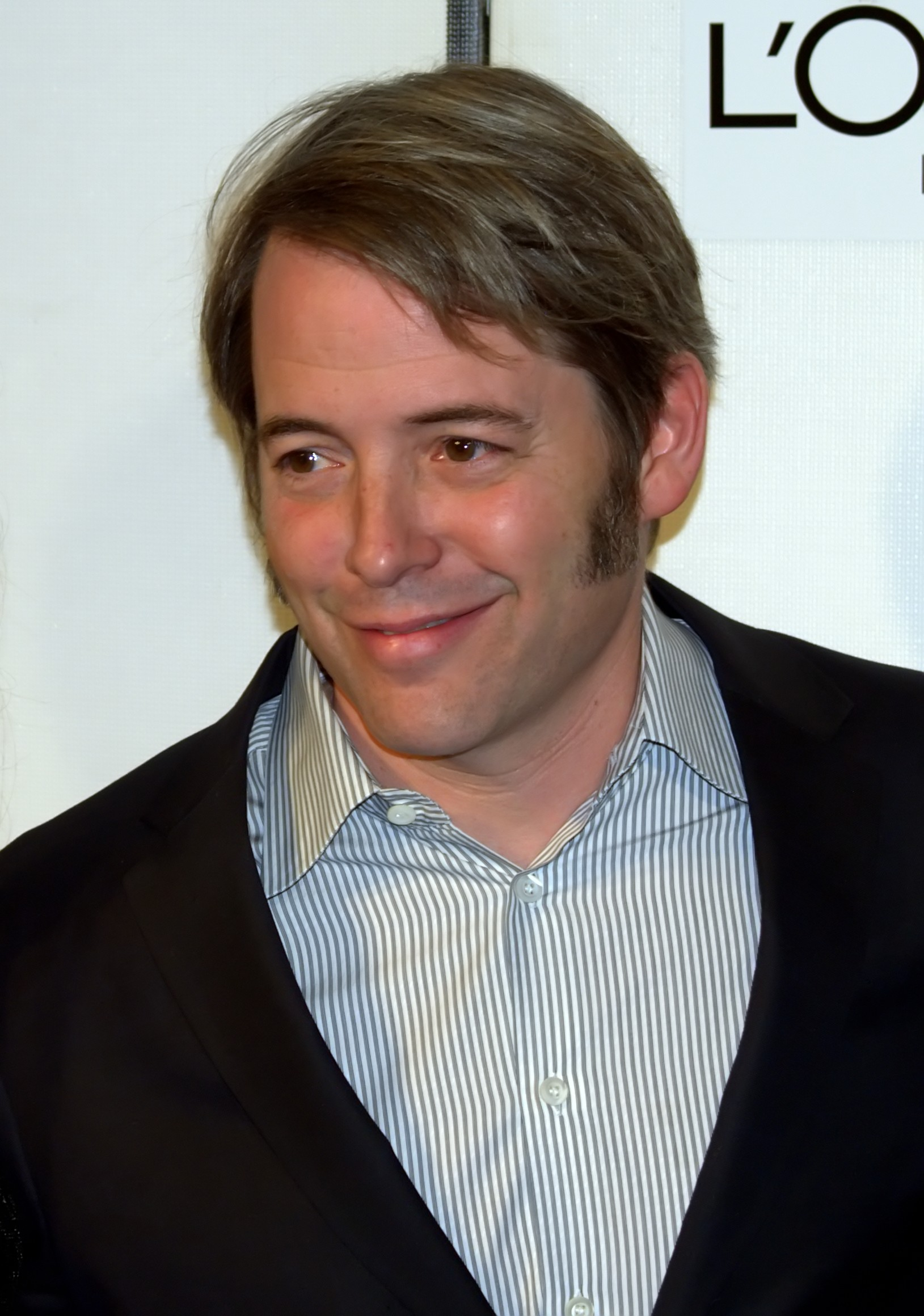
Matthew Broderick

### Guest star

#### Prima stagione
- Julie Bowen
- Mel Trueblood, interpretato da Lenny Kravitz
- David Duchovny
- Danny, interpretato da Danny Pudi
- Gary, interpretato da Bradley Whitford
- Zach, interpretato da Zach Woods
- Constance Zimmer
- Joe Walsh

#### Seconda stagione
- Rodney, interpretato da John Ales
- Tom Kenny
- Billy West
- Stanton, interpretato da Harrison Page
- Uomo nel bar, interpretato da Robert Michael Morris
- Arnold Hall, interpretato da Rade Šerbedžija
- Lester, interpretato da Nigel Havers
- Jarita, interpretata da Jane Carr

#### Terza stagione
- Sharon Stone[8]
- Judy Reyes[8]
- Janina Gavankar[8]

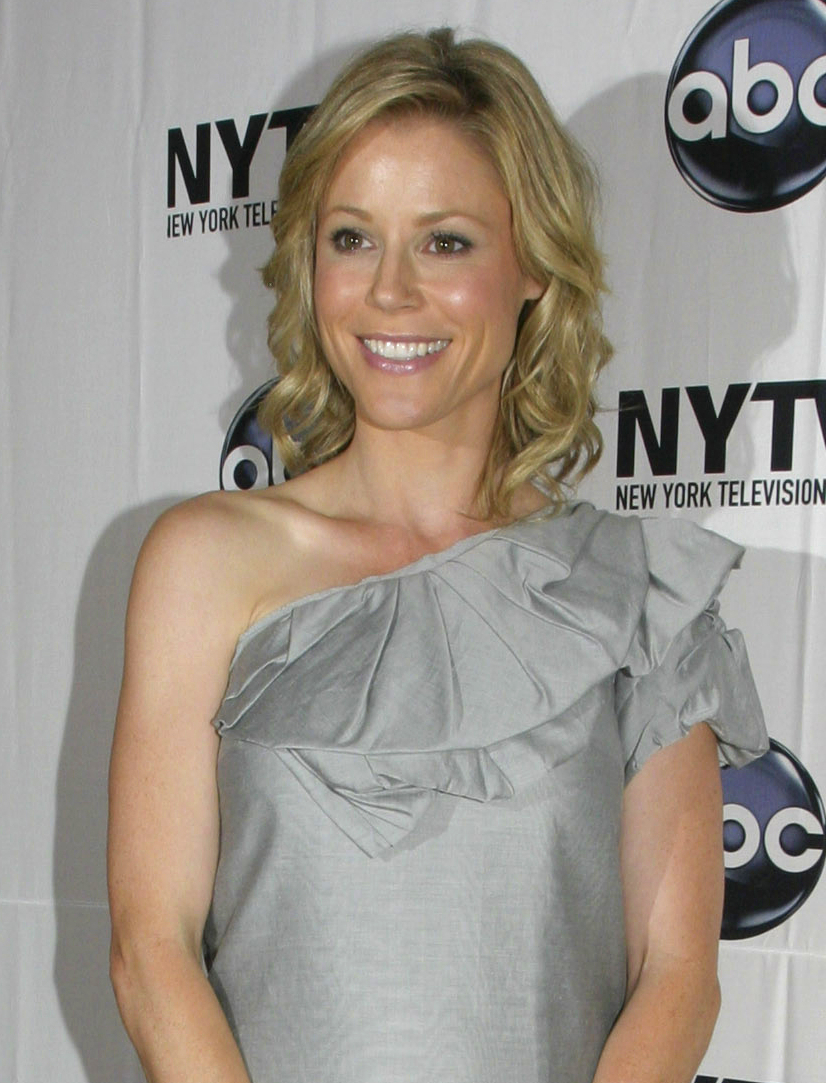
Julie Bowen
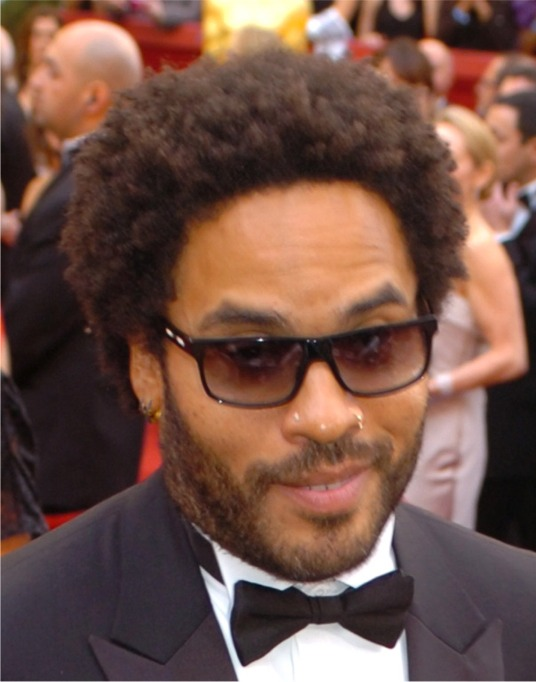
Lenny Kravitz
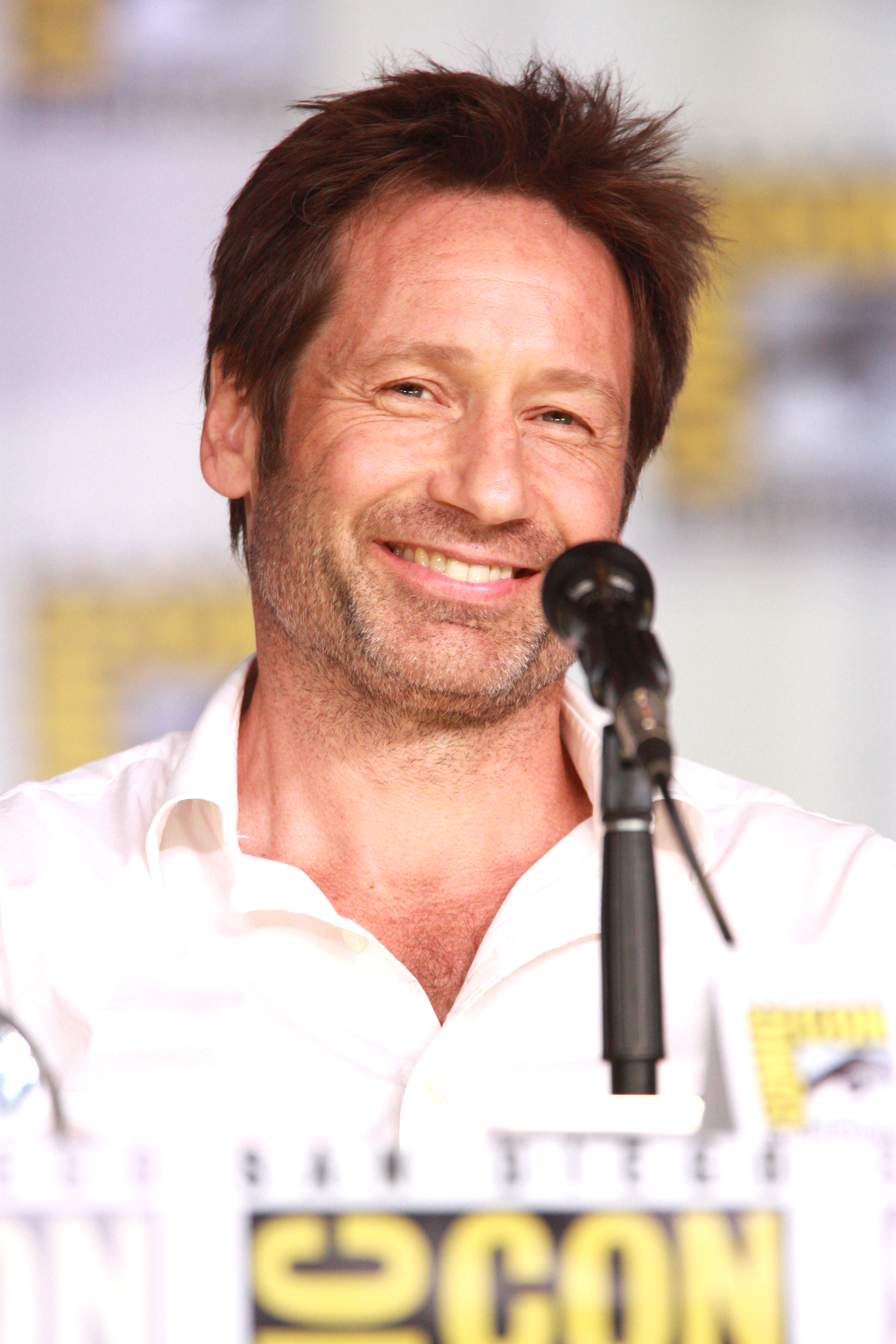
David Duchovny
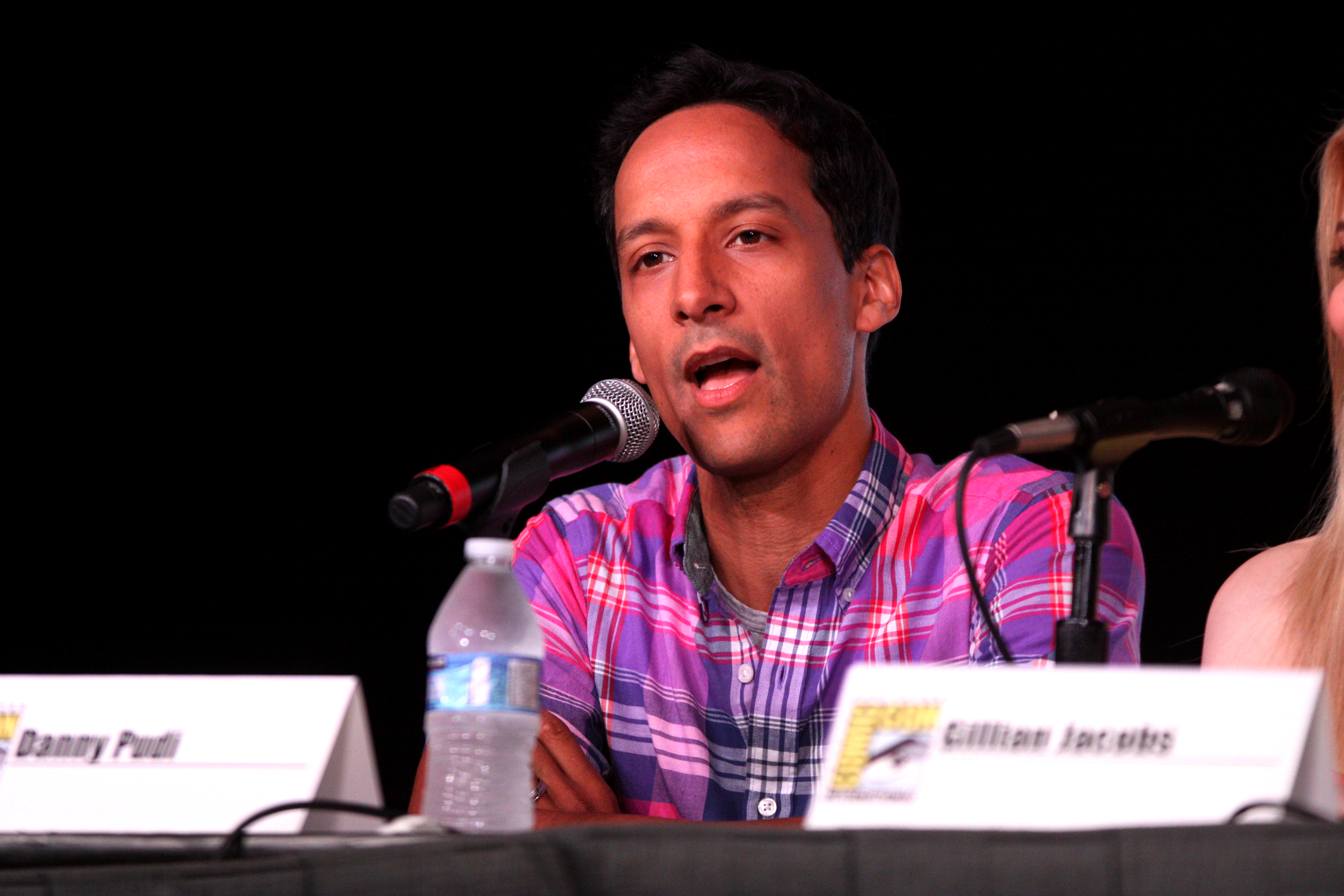
Danny Pudi
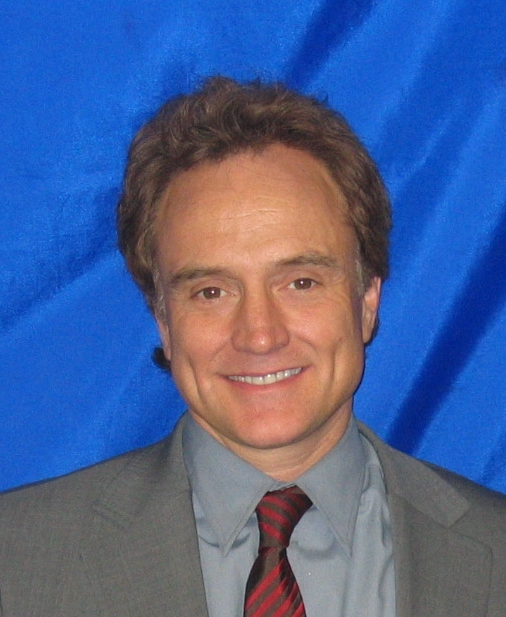
Bradley Whitford
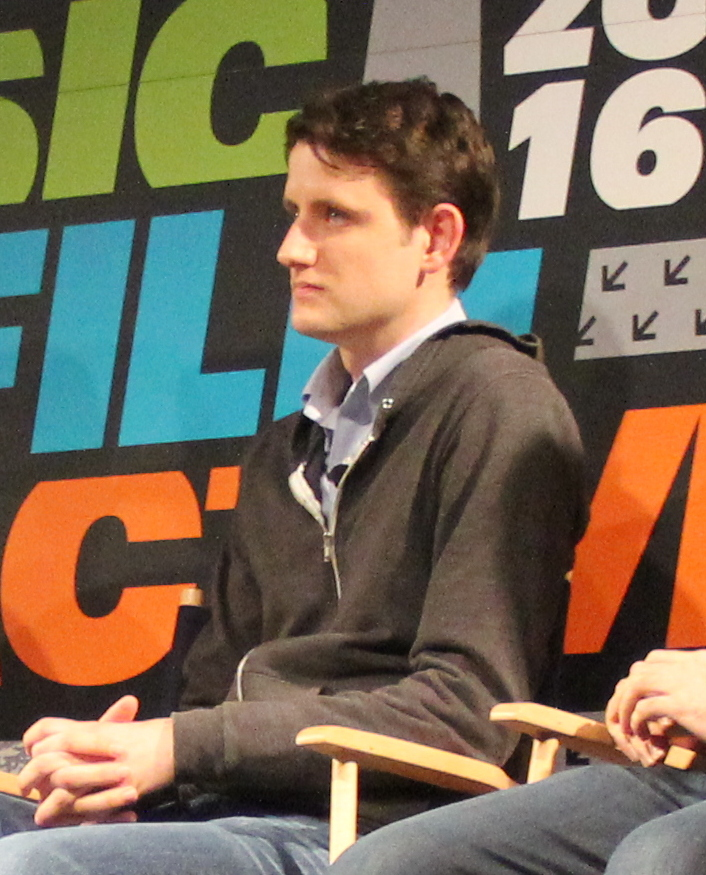
Zach Woods
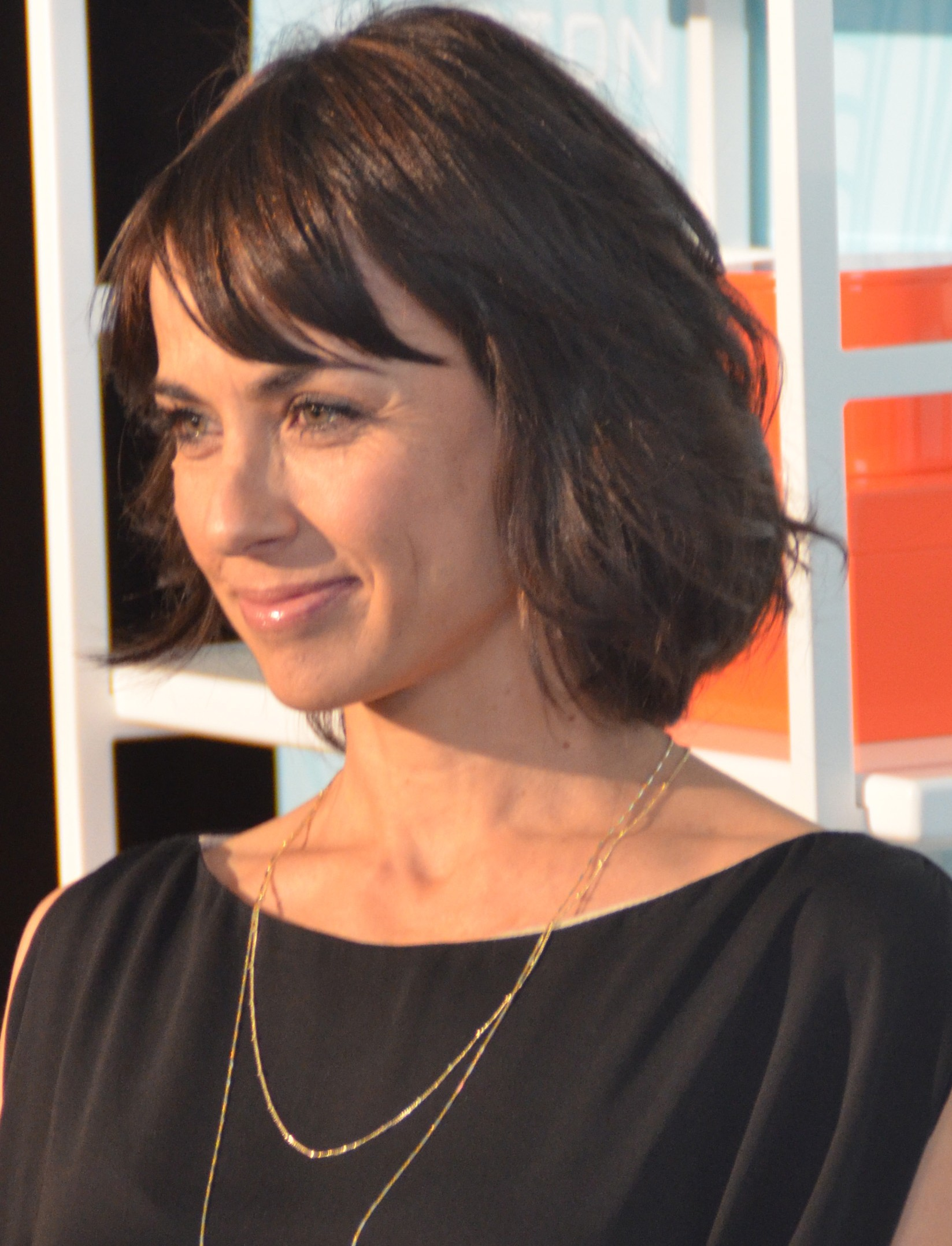
Constance Zimmer
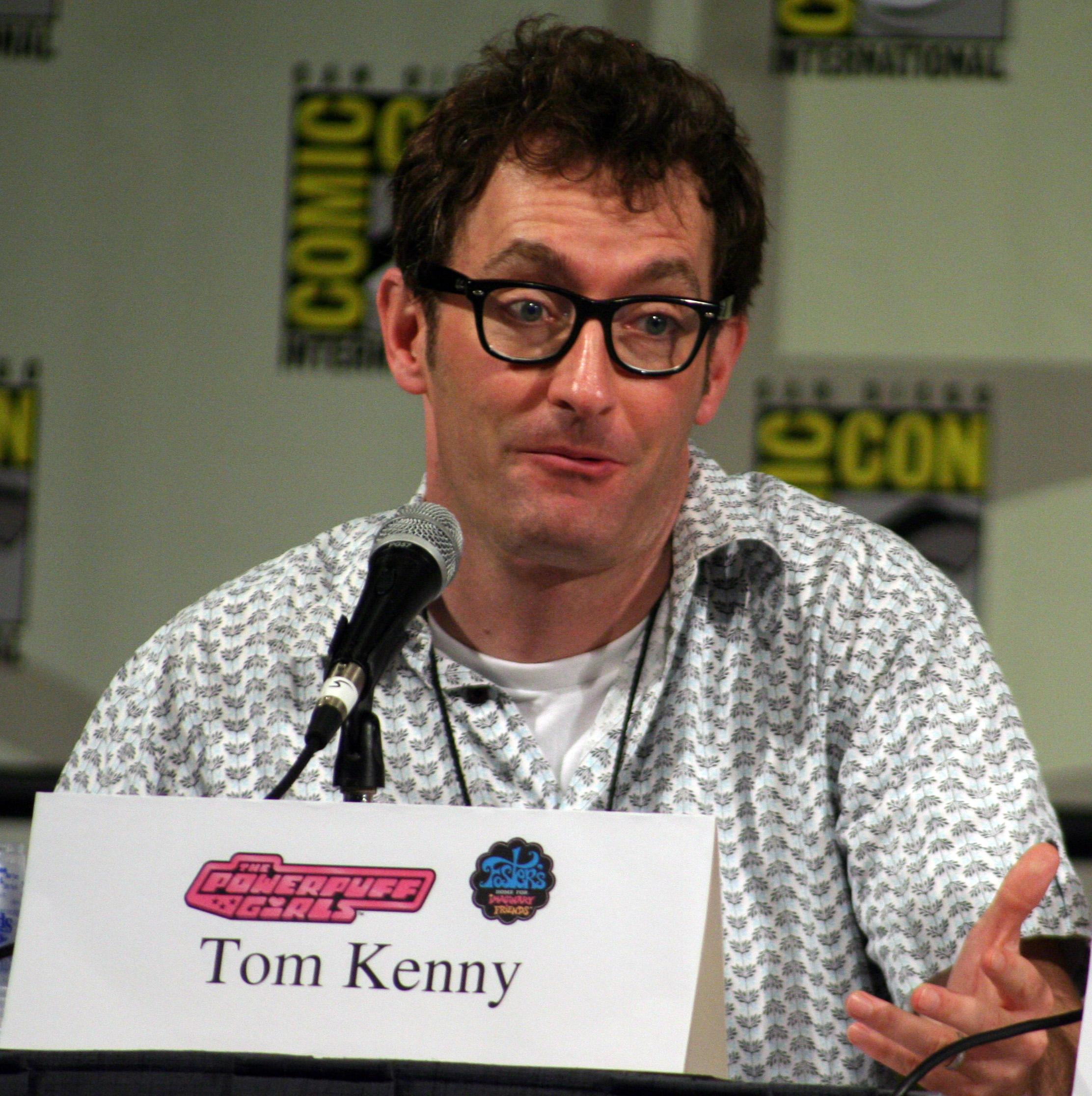
Tom Kenny
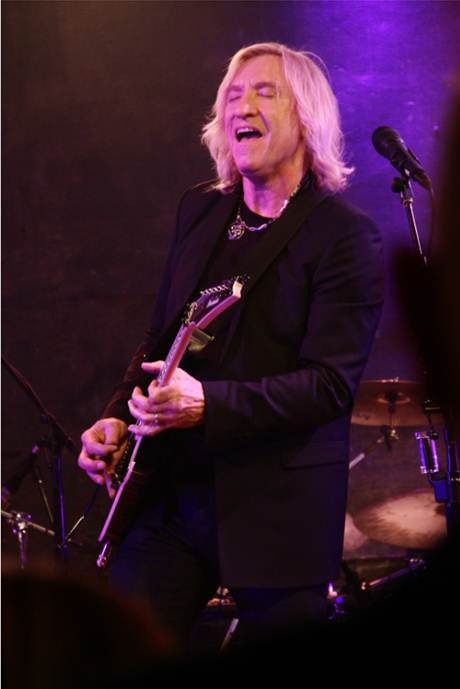
Joe Walsh
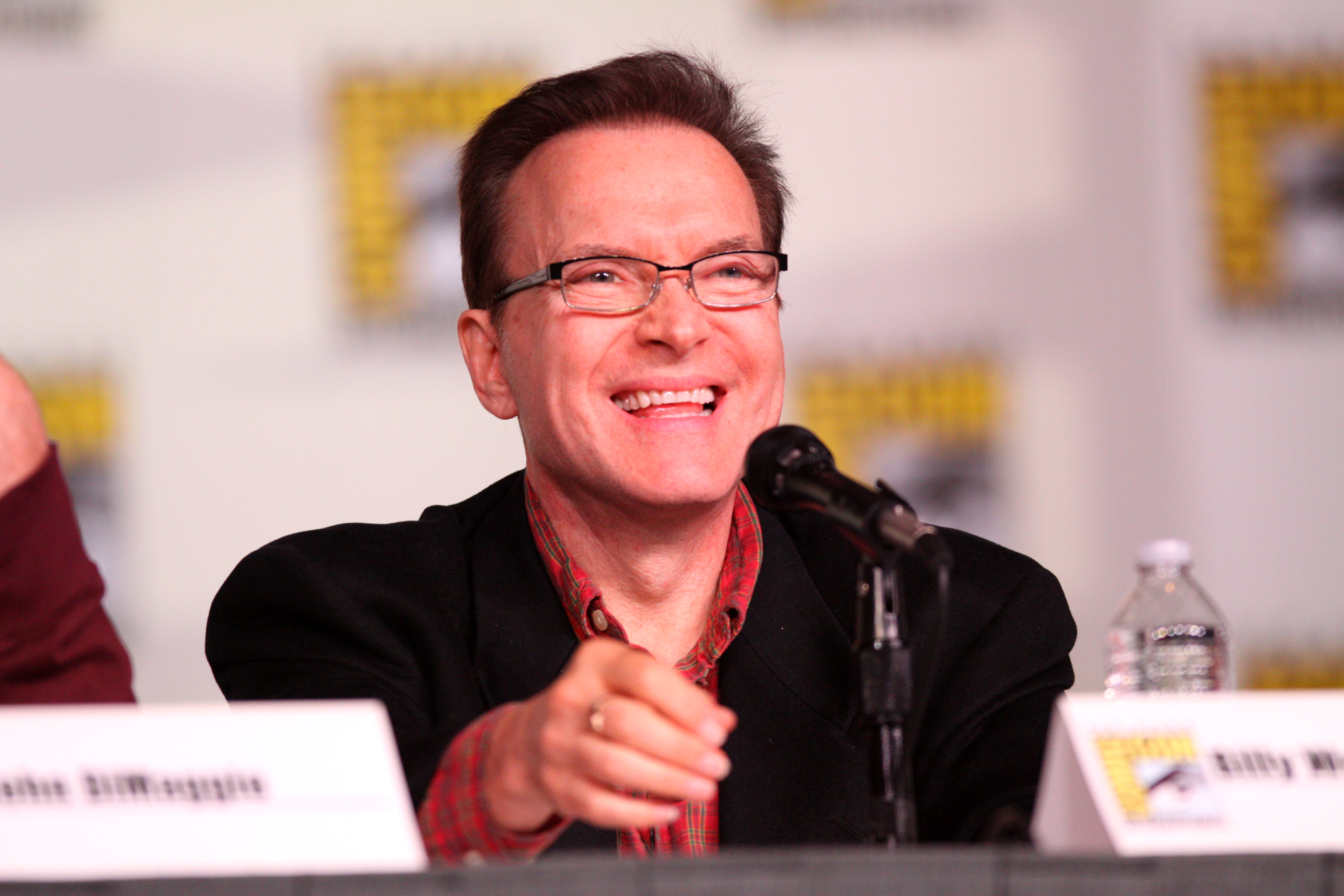
Billy West
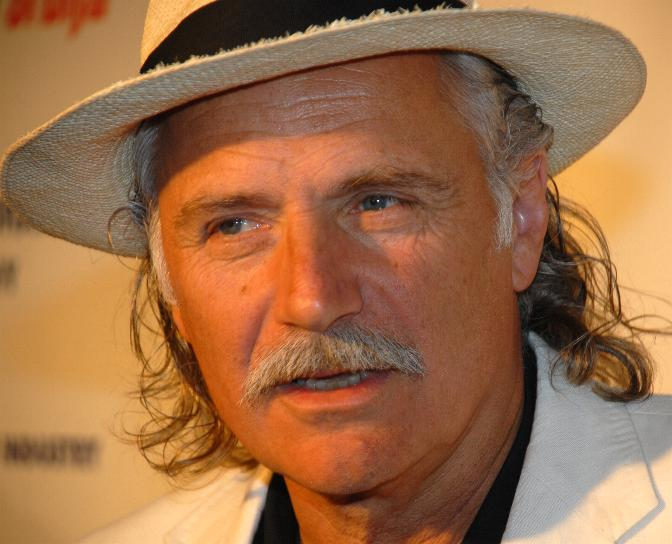
Rade Šerbedžija
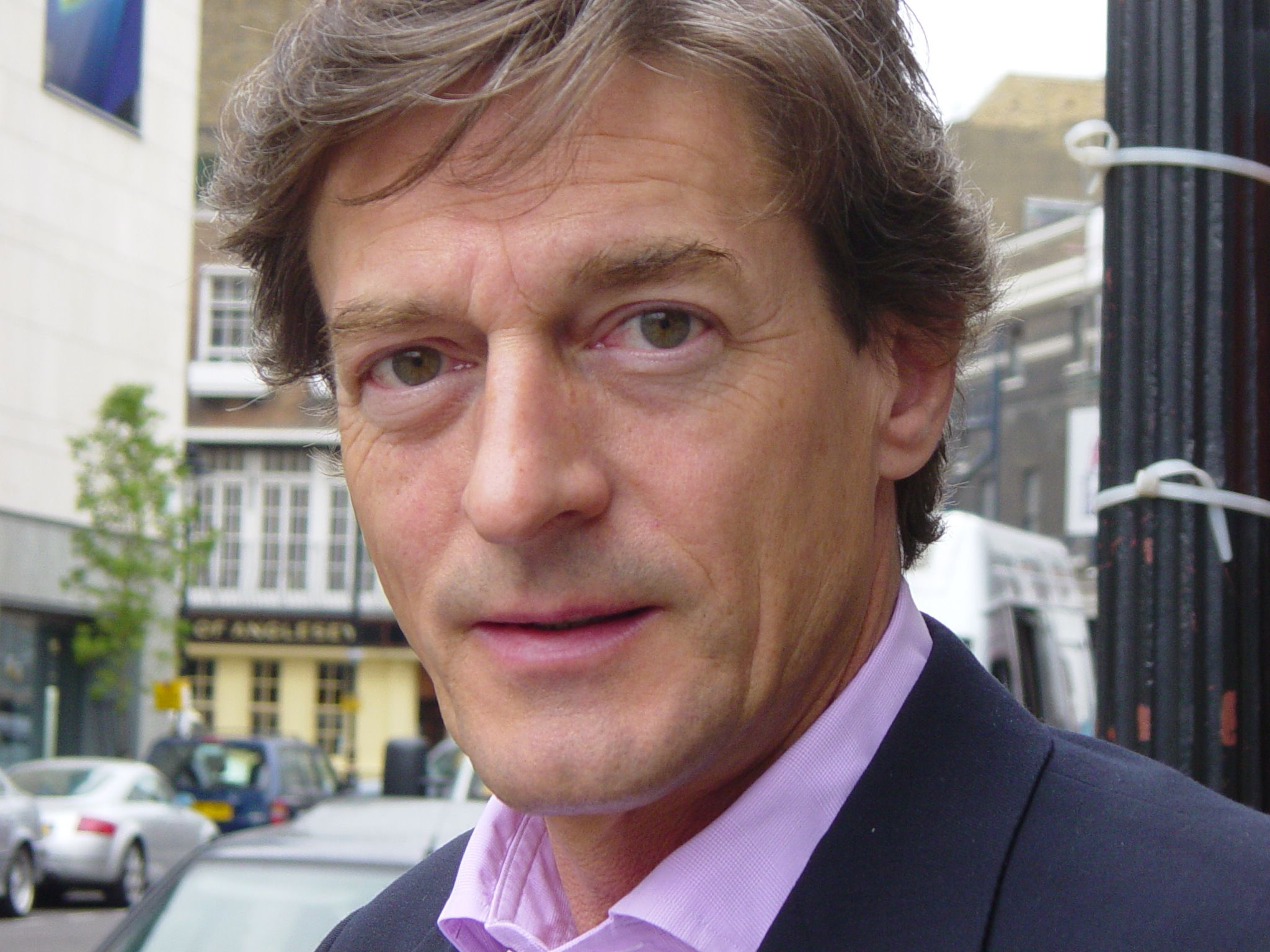
Nigel Havers
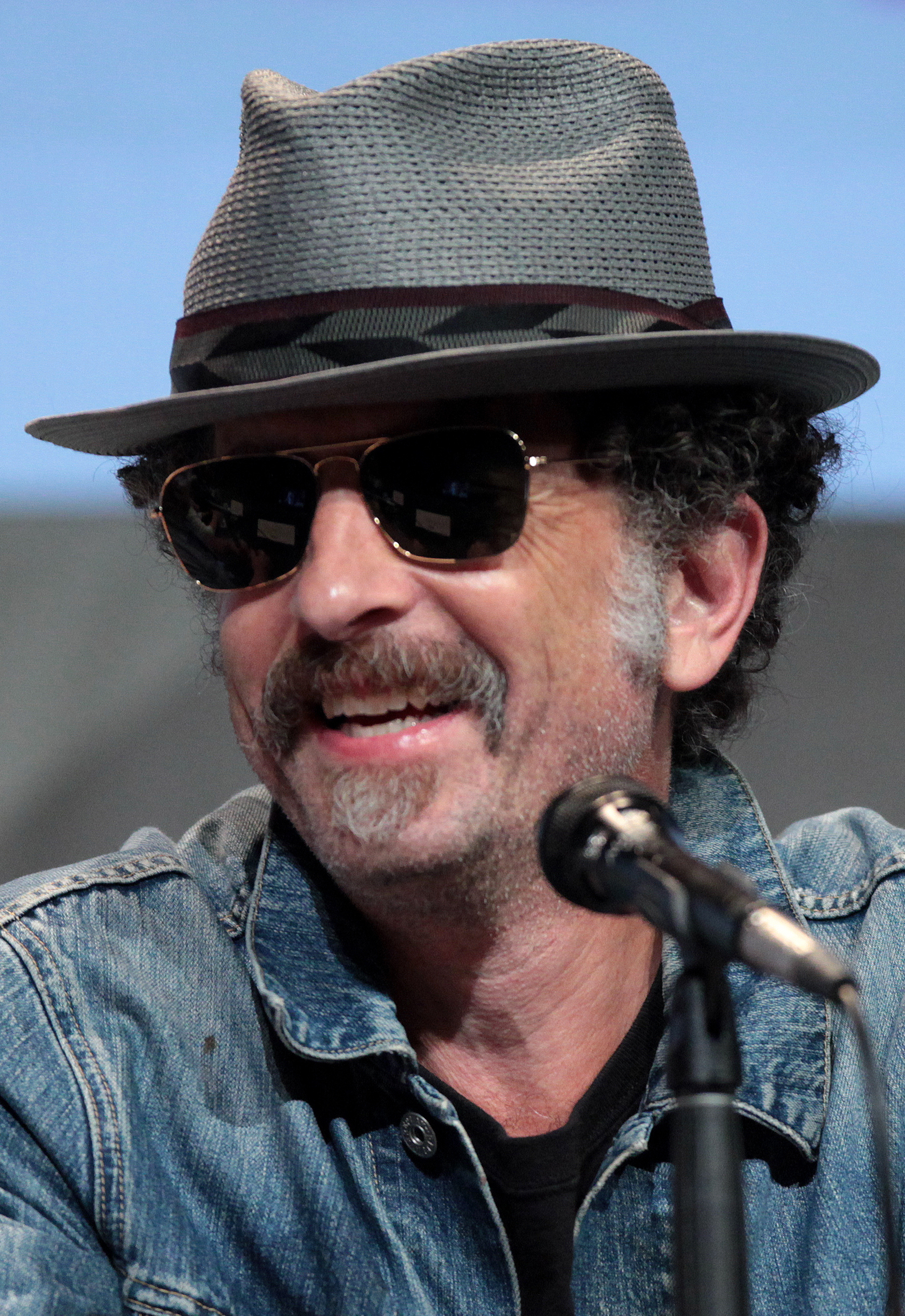
John Ales
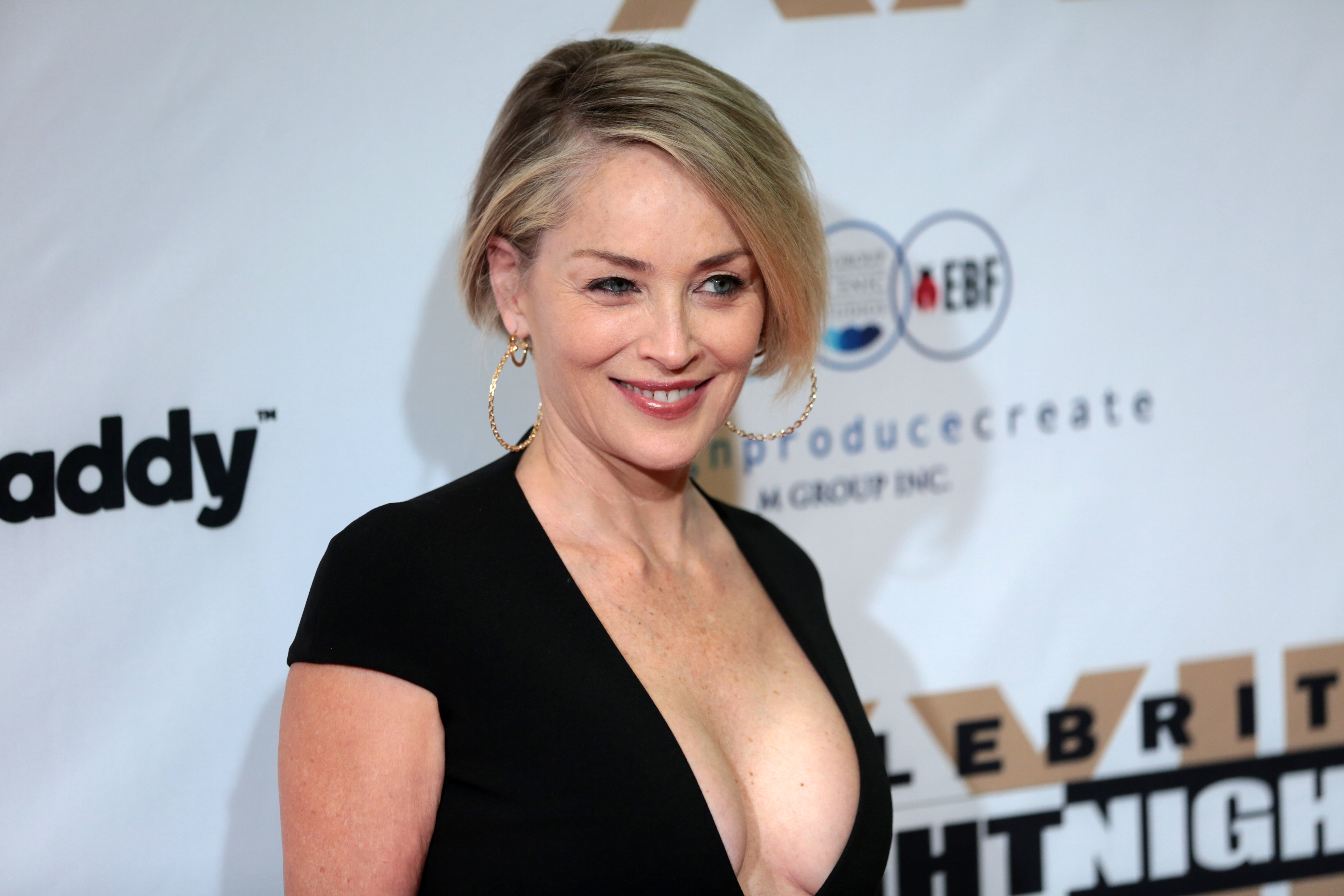
Sharon Stone
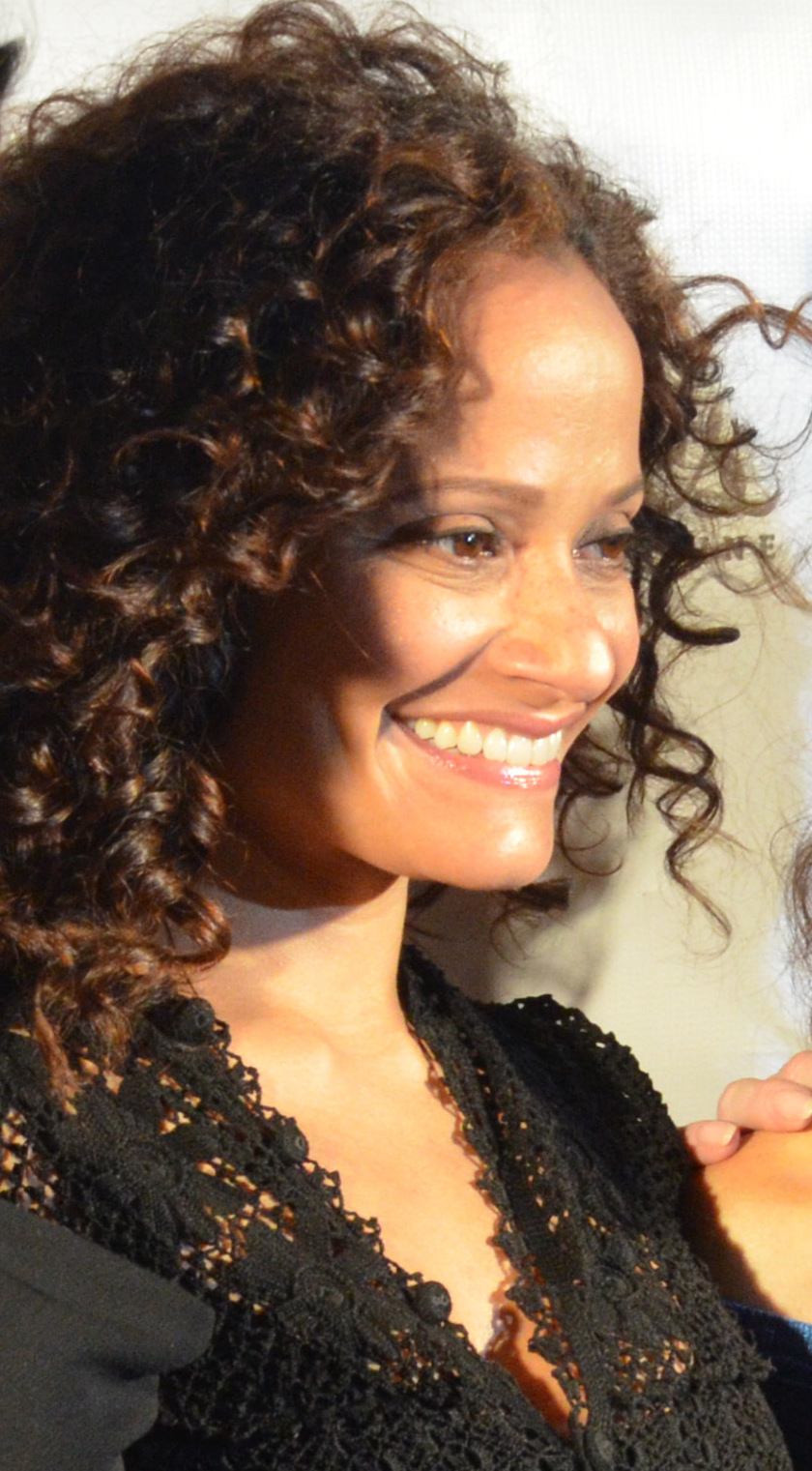
Judy Reyes
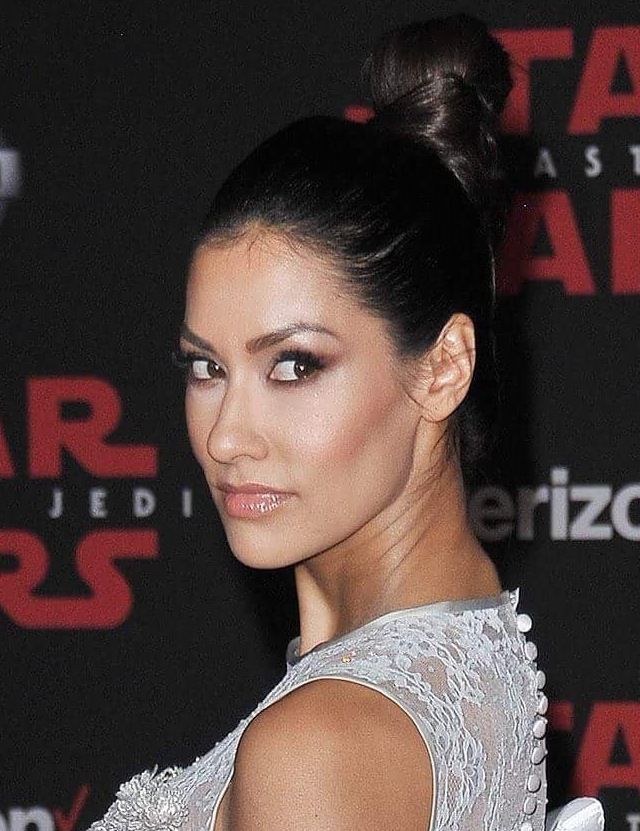
Janina Gavankar

## Produzione
L'episodio pilota è stato ordinato da FX il 18 gennaio 2015. È stato scritto da Louis C.K. e Pamela Adlon e diretto da C.K. La storia è semi-autobiografica basata sulla vita di Adlon. Il 7 agosto 2015, viene ordinata un'intera prima stagione di 10 episodi. La prima stagione ha debuttato l'8 settembre e si è conclusa il 10 novembre 2016. Il 20 settembre 2016 la serie viene rinnovata per una seconda stagione, in onda dal 14 settembre al 16 novembre 2017. Nel mese di ottobre del 2017, FX rinnova la serie per una terza stagione, composta da 12 episodi, tutti diretti dalla Adlon, che andranno in onda dal 28 febbraio 2019.
Il titolo della serie proviene dalla canzone dei Kinks "Better Things".
Nel novembre 2017, in seguito alle accuse di molestie sessuali che hanno coinvolto Louis C.K., FX ha annullato il loro accordo generale con C.K. e la sua compagnia di produzione, Pig Newton. Lo stesso mese Adlon licenziò il manager di 3 Arts Dave Becky. Pertanto, Pig Newton e 3 Arts non co-produrranno più la serie.

## Edizione italiana

### Doppiaggio
Il doppiaggio italiano e la sonorizzazione della serie TV sono stati eseguiti dalla Beep! Studios srl. La direzione del doppiaggio è di Chiara Salerno e la supervisione dei dialoghi venne affidata a Simona Chiodi.

## Accoglienza

### Prima stagione
La prima stagione è stata accolta molto positivamente dalla critica. Sull'aggregatore di recensioni Rotten Tomatoes ha un indice di gradimento del 94% con un voto medio di 8,08 su 10, basato su 54 recensioni. Il commento del sito recita "Better Things si astiene dalle trasmissioni di sitcom tradizionali e forgia un percorso tutto suo - in questa oscura, spesso esilarante e agrodolce ode agli alti e bassi quotidiani di essere una madre single". Su Metacritic, invece, ha un punteggio di 80 su 100, basato su 31 recensioni.

### Seconda stagione
La seconda stagione è stata acclamata dalla critica. Su Rotten Tomatoes ha un indice di gradimento del 95% con un voto medio di 9,2 su 10, basato su 22 recensioni. Il commento del sito recita "La seconda stagione di Better Things gioca ancora più abilmente con i suoi punti di forza, tessendo fiduciosamente tra umorismo pungente, osservazione caustica e dramma struggente". su Metacritic ha un punteggio di 96 su 100, basato su 13 recensioni.

### Terza stagione
Anche la terza stagione è stata acclamata dalla critica. Su Rotten Tomatoes ha un indice di gradimento del 100% con un voto medio di 9,75 su 10, basato su 10 recensioni. Su Metacritic, invece, ha un punteggio di 95 su 100, basato su 8 recensioni.

## Riconoscimenti
La serie è stata acclamata dalla critica, che ne ha lodato l'interpretazione della protagonista Adlon, ricevendo anche una candidatura per gli Emmy Award nel 2017 e nel 2018. Inoltre ha ricevuto anche un Peabody Award nell'aprile del 2017, con il consiglio che ha affermato: "Questo spettacolo incredibilmente divertente e bello è a volte un crudo esame delle vicissitudini della maternità lavorativa, scoppiettante con verve ed energia femministe, che costantemente apre nuovi orizzonti".
- 2016 - Critics' Choice Awards[34]
  - Miglior nuova serie televisiva
- 2017 - Satellite Award[35]
  - Nomination per la miglior attrice in una serie commedia o musicale a Pamela Adlon
- 2017 - Peabody Award[36]
- 2017 - Gotham Independent Film Awards[37]
  - Nomination alla miglior serie rivelazione - forma lunga
- 2017 - Emmy Award[38]
  - Nomination alla miglior attrice protagonista in una serie commedia a Pamela Adlon
- 2017 - TCA Award[39]
  - Nomination per la miglior interpretazione in una serie TV commedia a Pamela Adlon
- 2017 - Writers Guild of America Award[40]
  - Nomination al Best New Series a Pamela Adlon, Louis C.K., Cindy Chupack e Gina Fattore
- 2017 - Hollywood Music in Media Awards[41]
  - Nomination per la miglior supervisione musicale per la televisione a Nora Felder
- 2018 - Golden Globe[42]
  - Nomination per miglior attrice in una serie commedia o musicale a Pamela Adlon
- 2018 - TCA Award[43]
  - Nomination per la miglior interpretazione in una serie TV commedia a Pamela Adlon
- 2018 - Emmy Award[44]
  - Nomination alla miglior attrice protagonista in una serie commedia a Pamela Adlon